# ジェームス・ジキック
ジェームス・ジキック（James Zikic、1977年3月31日 - ）は、イギリスの男性総合格闘家。イングランド・ハートフォードシャー州ワトフォード出身。ロンドン・シュートファイターズ所属。元Cage Rage世界ライトヘビー級王者。ジェームス・ジキッチとも表記される。

## 来歴
1998年3月7日、イングランドでプロデビュー。
2003年7月13日、UFC初参戦となったUFC 38でフィリップ・ミラーと対戦し、0-3の判定負けを喫した。
2004年9月11日、Cage Rage初参戦となったCage Rage 8でマチアス・リチオと対戦し、チョークスリーパーで一本勝ちを収めた。
2007年4月21日、Cage Rage 21の世界ライトヘビー級王座決定戦でエヴァンゲリスタ・サイボーグと対戦し、3-0の判定勝ちを収め王座獲得に成功した。
2007年9月22日、Cage Rage 23の世界ライトヘビー級タイトルマッチでビクトー・ベウフォートと対戦し、0-3の判定負けを喫し王座防衛に失敗した。
2010年10月30日、SRC初参戦となったSRC15のメインイベントで泉浩と対戦し、1-2の判定負けを喫した。

## 戦績
| 総合格闘技 戦績 | 総合格闘技 戦績 | 総合格闘技 戦績 | 総合格闘技 戦績 | 総合格闘技 戦績 | 総合格闘技 戦績 | 総合格闘技 戦績 |
| --------------- | --------------- | --------------- | --------------- | --------------- | --------------- | --------------- |
| 30 試合         | (T)KO           | 一本            | 判定            | その他          | 引き分け        | 無効試合        |
| 20 勝           | 5               | 9               | 5               | 1               | 2               | 0               |
| 8 敗            | 1               | 0               | 7               | 0               | 2               | 0               |

| 勝敗 | 対戦相手                     | 試合結果                       | 大会名                                                                   | 開催年月日     |
| ×    | アントニ・フミエルスキー     | 3分3R終了 判定0-2              | KSW 17: Revenge                                                          | 2011年11月26日 |
| ×    | ミカル・マテルラ             | 5分2R終了 判定0-3              | KSW 16: Konfrontacja                                                     | 2011年5月21日  |
| ○    | アントニ・フミエルスキー     | 3分3R終了 判定3-0              | KSW 15: Konfrontacja                                                     | 2011年3月19日  |
| ○    | アンドリュー・パンション     | 1R 3:15 チョークスリーパー     | Supremacy Fight Challenge 1                                              | 2011年2月27日  |
| ×    | 泉浩                         | 5分3R終了 判定1-2              | SRC15                                                                    | 2010年10月30日 |
| ○    | ダニエル・ダウド             | 5分2R終了 判定3-0              | KSW 12: Najman vs. Pudzianowski                                          | 2009年12月11日 |
| ○    | Marek Kornaj                 | 1R 2:17 チョークスリーパー     | Ultra FC: Stop the Crime                                                 | 2009年10月31日 |
| ○    | ロドニー・ファベイラス       | 3R 0:25 腕ひしぎ十字固め       | Cage Rage 26: Extreme                                                    | 2008年5月10日  |
| ×    | ビクトー・ベウフォート       | 5分3R終了 判定0-3              | Cage Rage 23: Umbelievable 【Cage Rage世界ライトヘビー級タイトルマッチ】 | 2007年9月22日  |
| ○    | エヴァンゲリスタ・サイボーグ | 5分3R終了 判定3-0              | Cage Rage 21: Judgement Day 【Cage Rage世界ライトヘビー級王座決定戦】    | 2007年4月21日  |
| ○    | マチアス・リチオ             | 2R 2:43 チョークスリーパー     | Cage Rage 8: Knights of the Octagon                                      | 2004年9月11日  |
| ○    | グーカン・サキ               | TKO                            | Cage Fighting Championships 1: Cage Carnage                              | 2004年7月11日  |
| △    | ジェレミー・ホーン           | 5分3R終了 引き分け             | Extreme Brawl 4                                                          | 2003年9月28日  |
| ×    | シリル・ディアバテ           | 5分3R終了 判定0-3              | Extreme Force 1: Genesis 【Extreme Forceライトヘビー級王座決定戦】       | 2003年7月13日  |
| △    | ファブリシオ・ヴェウドゥム   | 5分3R終了 引き分け             | Millennium Brawl 8                                                       | 2002年9月22日  |
| ×    | フィリップ・ミラー           | 5分3R終了 判定0-3              | UFC 38: Brawl at the Hall                                                | 2003年7月13日  |
| ○    | ネイト・シュローダー         | 2R TKO（サッカーボールキック） | Millennium Brawl 6                                                       | 2002年4月7日   |
| ○    | リチャード・アンダーソン     | 3R TKO（パンチ連打）           | Millennium Brawl 5: Unfinished Business                                  | 2001年12月16日 |
| ○    | バルトローム・アギレラ       | 膝十字固め                     | Pancrase UK                                                              | 2000年11月25日 |
| ○    | ロラン・ボナフ               | 1R 0:11 KO（パンチ連打）       | Ring of Truth 3                                                          | 2000年10月17日 |
| ○    | キース・デイス               | 1R ギブアップ（パンチ連打）    | Ring of Truth 1                                                          | 2000年3月12日  |
| ○    | リー・マクギネス             | 1R チョークスリーパー          | Ring of Truth 1                                                          | 2000年3月12日  |
| ○    | ダニー・ラッシュトン         | TKO（カット）                  | Millennium Brawl 1: The Beginning                                        | 1999年12月5日  |
| ○    | アンドリュー・ファレル       | 5分2R終了 判定                 | Total Fight KRG 5                                                        | 1999年10月3日  |
| ○    | ジム・ウォーカー             | -                              | IFC Warriors Challenge 5                                                 | 1999年9月18日  |
| ×    | ロナルド・ジューン           | 5分3R終了 判定0-2              | SuperBrawl 12                                                            | 1999年6月1日   |
| ○    | ロナルド・ジューン           | 1R 3:40 チョークスリーパー     | SuperBrawl 11 【ライトヘビー級トーナメント 決勝】                        | 1999年2月2日   |
| ○    | キース・ミェルケ             | 1R 0:46 腕ひしぎ十字固め       | SuperBrawl 11 【ライトヘビー級トーナメント 1回戦】                       | 1999年2月2日   |
| ×    | スコット・ゴダード           | 1R 1:15 KO                     | Night of the Samurai 2                                                   | 1998年10月11日 |
| ○    | ジャスティン・グレイ         | 5分2R終了 判定                 | Night of the Samurai 1                                                   | 1998年3月7日   |

## 獲得タイトル
- SuperBrawl 11ライトヘビー級トーナメント 優勝（1999年）
- 第4代Cage Rage世界ライトヘビー級王座（2007年）